# Táncsics Mihály Szakközépiskola, Szakiskola és Kollégium
Az 1883-ban alapított Veszprémi Iparostanonc Iskola több mint 100 éve és 30 szakmában elégíti ki a Veszprém és környékének szakmunkásképzését.  Az 1986-ban  kezdődött meghatározó jellegű átalakulással az iskola napjainkban is igyekezik követni a társadalom és a gazdaság változásait. Az iskolában az államosítás után egyre nagyobb szerepet kapott a mozgalmi munka, melynek mozgatórugója Szakszervezeti Ifjúmunkás- és Tanoncmozgalom (SZIT) volt. Az iskola 1955. február 6-án vette fel Táncsics Mihály nevét, addig (1945 óta Állami Szakirányú Iparostanuló Iskola nevet viselte. Mai épületébe, az 1966-ban létrehozott épületbe 1968-ban költözött. Ma Veszprém egyik legfontosabb középiskolája.

## Az iskola története[1]

### A kezdetek
Veszprémben már az 1884-es ipartörvény kiadása előtt elkezdődött a szervezkedés egy iparosiskola felállítása érdekében. 1883. augusztus 19-én a Veszprémben létrejött iparosiskolai tanács tanítótestületet választott. Az igazgató Meszes Polykárp lett. Rajztanításra Pápay Viktort, a többi tantárgyra Meszes Polykárp igazgatót, Nagy Lajost és Tima Kálmánt kérték fel. Az első tanévben három osztályt indítottak. 1883. október 5-én kezdődő tanévre 208 diák jelentkezett. Az 1887-es rendelet alapján megjelent 11 órával szemben csak 7 órában folyt a tanítás. 1884. augusztus 28-án Meszes Polykárp döntése értelmében hogy az érvényes rendelet értelmében hittant is kellett tanulniuk a tanoncoknak. Ekkor egészült ki a tanító testület Scherer István, Gergely János, Horváth Dezső, Ürögi Sándor, Szép Lipót és Baum Fülöp hitoktatókkal.
Az iskola állandó pénzhiánnyal küzdött, ezért a felszerelés nagyon lassan gyarapodott. A tanoncok előképzettsége nem volt egyforma, ezért a tanítók nehéz helyzetben voltak: a tanoncok egy része még írni, olvasni sem tud, mások a számtant nem tanulták még meg, megint mások pedig már sokkal előrébb járhatnának a tananyagban. Emiatt sokakat kellett osztályismétlésre utasítani.
Az 1893. évi Szervezet és Tantervi Utasítás változatlanul hagyta az 1882. évi tanonciskolai szervezetet, de megerősítette a vallásoktatást. Ennek a szervezetnek a tantárgybeosztása 1924-ig érvényben maradt. ( A tíz év alatt beszerzett rajz- és írószerek értéke meghaladta a 10000 koronát.)

### A két világháborúk alatt
1909. november 4-én a veszprémi képviselőtestület kimondta, hogy a tanonciskolát a városháza külső udvarában építi föl. A Vallás- és Közoktatási Miniszter a kért 5000 korona államsegélyben részesítette az iskolát.
1929-ben területi rajzkiállítást rendeztek az iskola falai közt. A veszprémi iskola tanoncainak rajzai a III. helyen végeztek.

1934-ben Kővári Márton lakatosmestert, 1935-ben pedig Süle Károly lakatosmestert szerették volna szakoktatónak megbízni. Ebben az időben merült fel a tanoncok tehetségkutató versenyének gondolata is. A tanítás ekkor heti két alkalommal történt dél után. Az iskola egyik tantermét délelőtt a Római Katolikus Fiúiskola, három másikat pedig az Irgalmas Nővérek Tanintézete vette igénybe.
1934-ben az iparosok és az iskola működését szigorúbban ellenőrizték, ezért megalakult az Iparostanonc-iskolai Bizottság, mely 1948-ig működött (kisebb megszakításokkal). Feladata az iskola munkájának és az évi költségvetésnek ellenőrzése, tanárok kinevezése volt.
Ekkor az elmélet és gyakorlat között még nem volt kapcsolat, az óratervek nem határozták meg a gyakorlati oktatásra fordítandó órák számát. A szakmunkás-bizonyítvány megszerzéséhez nem volt szükség iskolai végzettségre. 1942-ben került az iskolába az első főhivatású tanító, Végbely Sándor.
A második világháború alatt az iskola épületét katonai laktanyának, majd katonai kórháznak használták. Az épület ekkor jelentős károkat szenvedett.

### A kommunizmus és a szocializmus alatt
A világháború után a tanítást 1945. május 1-jén kezdték meg az ipartestület nagytermében, az eredeti épületben keletkezett nagy károk miatt. Ekkor sem irodai altiszt, sem óraadó nem volt elég, ezért a tanítás nagyon nehezen indult. Két főhivatású tanító tanított minden tantárgyat (a hittan kivételével). Azok ellen a tanulók ellen, akiknek sok igazolatlan mulasztásuk volt, az iskola feljelentést tett a rendőri büntető bíróságon.
Az 1946-'47-es tanévben a tanulók sorra látogatták a környező nagyüzemeket. Ebben az évben a fiú tanulók 1812, a lányok 165 óra társadalmi munkát végeztek, ismét megrendezték az iskola rajzkiállítást, a tanulók részt vettek a Szép Magyar Kiejtés versenyen, rendeztek 3 szórakoztató összejövetelt és szerveztek egy művelődési előadást.
A következő években a tanítók száma jelentősen növekedett, az 1947-48-as tanévben az igazgatói jelentés szerint 15 tanítója van iskolánknak. Ebben az évben tette kötelezővé a kultuszminiszter az énektanítást. A félévi értekezlet idején az év eleji 172 fővel szemben 232 tanulója volt iskolánknak, 34 féle szakmában.
Ebben az időben javasolták, hogy a tanoncszerződéseket évente július 1.-október 1-jéig lehessen megkötni. Ugyancsak javasolták az iskola körzetesítését, mert a veszprémi és vidéki diákok tudása között óriási a különbség. 1948. december 9-én az iskolában megalakult a Szakszervezeti Ifjúmunkás- és Tanoncmozgalom (SZIT), és rögtön bekapcsolódott az országos mozgalomba. Nagy tömegeket mozgatott meg az országos kultúrverseny is, melyre az iskolából 64 fő jelentkezett. Az iskola felvette a kapcsolatot a szülőkkel és a munkáltatókkal. A könyvtári állomány jelentősen megnövekedett, 22-ről 150-re. A SZIT országos versenyen az iskola IV. osztályának I. raja kiemelkedően szerepelt, így részt vett a budapesti díjkiosztó ünnepségen.
1949-ben az iskola az Állami Szakirányú Iparostanuló Iskola nevet kapta. Ebben az évben 3 diákcsoport alakult; dekorációs, ideológiai és kultúrbrigád. Mindháromba önként kapcsolódhattak be a tanulók. Pallay Géza a SZIT keretében vállalkozott orosz nyelv tanítására.
A körzetesítés miatt egész napos tanítást vezettek be: reggel 8-12-ig, és délután 1-6.50-ig.
1950. január 1-jétől fémipari tanműhelyt hoztak létre az iskola alagsori helyiségében, 51 m2 alapterületen. Felszerelése egy esztergapad, egy gyalugép, egy marógép, egy polírozó, egy autogénhegesztő készülék és egy exleftprés. Az itt foglalkoztatott tanulók száma 89. A gyakorlatot Pallay Géza és Kővári Márton vezették.
1950-ben a tanulóidőt 3-ról 2 évre csökkentették, ennek következtében 119 tanuló szabadult fel tankötelezettsége lejárta előtt. A szakmák száma 34-ről 21-re csökkent. Az év végi jelentésekből kiderül, hogy az üzemekben az oktatás nem volt egészen szakszerű, de év végére kijavították a hibákat. 1951-ben elrendelték a kötelező osztályfőnöki órát, amit lehetőleg a tanítási nap utolsó órájában kellett megtartani.
1952-ben új szakmunkásszabályzat jelent meg.
Fontosabb előírásai:
A vizsgákat a jövőben - az építőipart kivéve - tanév végén kell megtartani. 
Ennek megfelelően a tanulók beiskolázását a tanév megkezdéséig be kell fejezni.  
A vizsgát Állami Szakmunkásvizsga Bizottság előtt kell lefolytatni. A bizottság 3 tagú: - MTH kiküldött - Vállalati tag - Intézeti tag. A vizsga részei: írásbeli, gyakorlati, szóbeli, lényegében ez a szabályzat fő vonalaiban és koncepciójában a mai napig érvényes.
A tantestület kibővült három Műszaki Tanárképző Főiskolát végzettel.  Ekkoriban színjátszókör és zenekar alakult. A sportkör keretében vívás, női kézilabda, torna és atlétika kezdődött. Az iskola együttműködési szerződést kötött a helyi Vörös Csillag TSZ patronálására. Az iskola kezdeményezte a névadást is. A felterjesztésben Petőfi Sándor és Táncsics Mihály neve szerepelt. A főhatóság végül Táncsics Mihály nevét fogadta el. A névadót 1955. február 6-án tartották meg.
Az iskola megbízást kapott a Könnyűipari Minisztériumtól, hogy a megyében szervezze meg az egyedi munkahelyen oktatott tanulók képzését. A tanítás 1953. november 1-jétől indult meg 2 évfolyamban.
1956. március 1-jétől megindult az MTH rendszerű építőipari oktatás. A létszám 72 fő volt, 48-at otthonban kellett elhelyezni. Az ipari tanuló otthon céljára a Veszprémi Építőipari Vállalat, mint bázisvállalat, helyiségeket adott át. A beiskolázott tanulók szakszerű oktatásához a vállalattól 6 mestert helyeztek az iskola állományába, a gyakorlati munka irányítására gyakorlati oktatásvezetőt neveznek ki. Az építőipari tanulók ettől az időtől kezdve 1964-ig turnusos oktatásban vettek részt. Az 1956-os forradalom után az iskolaépület jelentős károkat szenvedett, de a tanulók és a tantestület együttes erővel gyorsan eltüntette azokat.
1957-ben az iskola nagyszabású kiállítást rendezett a Petőfi Színházban. Az 1961-62-es tanévben az iskola tanulói elkezdték építeni a 100 férőhelyes diákotthont 4 tanteremmel, klubbal, konyhával és étteremmel. Ezen kívül az iskola a tőszomszédságában levő Turista Szállót megkapta használatra. Felújították a régi iskolát, így a feltételek sokat javultak. A rossz sportolási lehetőségek ellenére az iskola röplabda-csapata országos III. helyezést ért el. Lakatos, történelem és magyar szakkör alakult. Kőműves-tanulók bányász-és munkáslakásokat építettek.
1962-től a KISZ-szabályzat értelmében minden évben meg kell rendezni az Ifjúsági Diáktalálkozót Gézaházán. Az első alkalommal iskolánkból 300 fő vett részt a rendezvényen. A következő években jelentősen megnövekedett a tanítók száma. Az elméleti oktatásra pályakezdőket, a gyakorlat oktatására jól felkészült üzemi szakembereket vettek föl. Utóbbiak részére a MüM Módszertani Intézete hároméves tanfolyamot szervezett, ahol a legfontosabb lélektani, didaktikai és neveléselméleti ismereteket sajátították el.
1966-ban a MüM engedélye alapján emeletráépítés kezdődött a Felszabadulás úti épületre. Ezt főleg a építőipari tanulók és oktatóik végezték. 1968-ban az emelet és egy kis tornaterem építése befejeződik. Ezzel az iskola 6 tanteremmel, 2 szertárral és KISZ-klubbal gyarapodott. Még ebben az évben a Városi Tanács hozzájárulásával a régi, 1912-ben épült iskolaépületet elcserélte az Eötvös Károly utcában lévő 6 termes Ének-Zenei Általános Iskola épületére. Ezzel a két épület közötti távolság 1 km-ről 100 méterre csökkent.
A tanulók közül 120-150 fő vett részt az évenkénti építőtáborokban. Az "Ifjúság a Szocializmusért" mozgalomban a tanulóknak kb. a fele dolgozott folyamatosan. 1967-ben kísérletképpen, majd 1968-tól 2 osztályban vezették be az ún. emeltszintű képzést. Ennek lényege, hogy a tanulók lényegesen többet foglalkoznak a közismereti tantárgyakkal, majd tanulmányaik befejezése után 2 év alatt érettségi bizonyítványt szerezhetett.
1970. május 23-án diákotthonunkat kollégiummá avatták, és felvehette az Ihász-Kovács Sándor nevet. Az 1972-73. tanévben emelt szintű oktatásban már kétszer annyian vettek részt, mint a hagyományos képzésben. 1974-ben építészeink új emeletet húztak fel az Eötvös Károly utcai épületre, és elkezdték építeni a kollégiumi szárnyat is. Ezzel kialakult az intézmény mai arculata.

### A rendszerváltás után
Az iskola udvarán 1999. április 21-én felavatták a névadó, Táncsics Mihály szobrát. A 2004/2005-ös tanévben bevezették a nyelvi előkészítőt, így 5+1 évre nőtt. A  végzett tanulók továbbtanulhattak technikumokban, szakközépiskolákban, dolgozók gimnáziumában és szakmunkások szakközépiskolájában. Az iskola működését a Táncsics Mihály középiskolai alapítvány segíti.

## Igazgatók 1948 után[3]
- Horváth Gyula (1948-1949)
- Loós Sándor (1949-1950)
- Véghely Sándor (1950-1952)
- Pallay Géza (1952-1971)
- Sörös Géza (1971-1990)
- dr Borsi Lőrinc ifj. (1990-2006)
- Körmendi István (2006-)

## Képzések[4]
Az iskola középiskolai és szakiskolai képzést biztosít a tanulóinak.

### Szakközépiskolai
4+1 vagy 2 éves. (Nyelvi előkészítővel 5+1 vagy 2 éves a 2004/2005-ös tanévtől
- építészi
- elektrotechnika
- elektronikai
- faipari
- könnyűipari

szakmacsoport, a ráépülő szakképzésekkel.

### Szakképzés
Érettségizetteknek, 1- 3 év
- fényképész
- kozmetikus
- látszerész- és fotocikk-kereskedő
- rádió- és hangtechnikai műszerész
- nyomdai gépmester
- műemlékfenntartó technikus
- nyomóforma-készítő
- nyomdai kép- és szövegrögzítő
- könyvkötő

### Szakképzés 11-12-13. évfolyamokra
- ács-állványozó
- burkoló
- fényképező
- férfiruha-készítő
- fodrász
- kádár
- kárpitos
- kerámiakészítő
- kőfaragó
- kőműves
- könyvkötő
- műemléki díszítő
- műemléki helyreállító restaurátor
- nőiruha-készítő
- pék
- szobafestő-mázoló és tapétázó
- villanyszerelő
- víz- és központifűtés-szerelő
- gázvezeték- és készülékszerelő
- kis ofszetgép-kezelő
- elektronikai műszerész